# Bembidion niloticum
Bembidion (Notaphocampa) niloticum – gatunek chrząszcza z rodziny biegaczowatych i podrodziny Trechinae.
Gatunek ten został opisany w 1831 roku przez Pierre’a F.M.A. Dejeana.
Chrząszcz o ciele długości od 3,2 do 4 mm, ubarwiony czarno z mosiężnym połyskiem i zwykle rudymi plamami na wierzchołkach pokryw. Głowa i przedplecze są szagrynowane. Tę pierwszą cechują między oczami zbieżne ku przodowi bruzdy czołowe oraz rudo ubarwione czułki i głaszczki. Boczne krawędzie przedplecza są silnie faliste przed ząbkowatymi kątami tylnymi, a żeberko pozakątowe dobrze rozwinięte. Podstawę przedplecza zdobią delikatne zmarszczki. Trzeci międzyrząd pokryw ma punkty grzbietowe nieprzylegające do żadnego rzędu. Tylna para skrzydeł jest w pełni wykształcona.
Owad palearktyczny, znany z Egiptu, Cypru, Turcji, Syrii, Palestyny, Arabii Saudyjskiej, Iraku i Turkmenistanu. Licznie występuje od wiosny do lata. Preferuje gleby piaszczyste i żwirowato-błotniste na pobrzeżach rzek, zbiorników słodkowodnych, jak i mórz. W Egipcie współwystępuje z Dyschirius clypeatus.